# Who I Am (Alan Jackson)
Who I Am è il quinto album in studio del cantante di musica country statunitense Alan Jackson, pubblicato nel 1994.

## Tracce
1. Summertime Blues – 3:11 (Jerry Capehart, Eddie Cochran)
2. Livin' on Love – 3:49 (Jackson)
3. Hole in the Wall – 3:33 (Jackson, Jim McBride)
4. Gone Country – 4:20 (Bob McDill)
5. Who I Am – 2:46 (Harley Allen, Mel Besher)
6. You Can't Give Up on Love – 3:06 (Jackson)
7. I Don't Even Know Your Name – 3:49 (Alan Jackson, Ron Jackson, Andy Loftin)
8. Song for the Life – 4:32 (Rodney Crowell)
9. Thank God for the Radio – 3:19 (Max D. Barnes, Robert John Jones)
10. All American Country Boy – 3:18 (Charlie Craig, Keith Stegall)
11. Job Description – 4:41 (Jackson)
12. If I Had You – 3:33 (Jackson, McBride)
13. Let's Get Back to Me and You – 2:52 (Jackson)